# 中国—东盟关系
中国—东盟关系，是指中华人民共和国和东南亚国家联盟的外交关系，东盟是中国的第一大贸易伙伴国，中国亦是东盟最大贸易伙伴。

## 历史
1991年，中国与东盟开启对话进程。
1996年7月中国与东盟建立对话关系，中国首次出席了东盟与对话伙伴国会议。
1997年12月，首次中国—东盟领导人会议发表《联合宣言》，确定建立伙伴关系。
2002年11月，在第六次中国—东盟领导人会议上，双方签署了《中国与东盟全面经济合作框架协议》，确定了2010年建成中国—东盟自由贸易区的目标。
2003年10月，第七次中国—东盟领导人会议期间，双方签署了《面向和平与繁荣的战略伙伴关系联合宣言》。在这次会议上，中国正式加入《东南亚友好合作条约》。
2004年，第八次中国—东盟领导人会议期间，双方签署了《中国与东盟全面经济合作框架协议货物贸易协议》和《中国与东盟争端解决机制协议》。
2004年第一届中国—东盟博览会在中国广西南宁市举办。
2007年1月，中国与东盟在菲律宾宿务签署了中国—东盟自由贸易区《服务贸易协议》。
2010年，中国—东盟自贸区正式成立。
2021年11月22日，中方宣布与东盟建立全面战略伙伴关系。

## 贸易
2020年，中国与东盟贸易额6846.0亿美元，同比增长6.7%。其中，中国对东盟出口3837.2亿美元，同比增长6.7%；自东盟进口3008.8亿美元，同比增长6.6%。越南、马来西亚、泰国为中国在东盟的前三大贸易伙伴，中国对东盟全行业直接投资143.6亿美元，同比增长52.1%，其中前三大投资目的国为新加坡、印度尼西亚、越南。东盟对华实际投资金额为79.5亿美元，同比增长1.0%，其中前三大投资来源国为新加坡、泰国、马来西亚。
2022年，中国与东盟连续三年互为最大贸易伙伴。中国是东盟第三大外国直接投资(FDI)来源国。中国是越南、马来西亚、泰国、印尼、新加坡、菲律宾、柬埔寨、缅甸第一大贸易伙伴，是老挝第二大贸易伙伴和文莱的前三大贸易伙伴。
中国是马来西亚、老挝、柬埔寨、泰国、文莱第一大投资来源国，是缅甸和印尼的第二大投资来源国，是菲律宾第三大协议外资来源国，是越南第六大投资来源国。

## 区域合作
东南亚是中国大陆一带一路战略的重点发展方向之一，中国政府积极推动区域全面经济伙伴关系协定（RCEP）的谈判进程。这一协定由东南亚国家联盟十国发起，由日本、中华人民共和国、韩国、印度、澳大利亚、新西兰这些和东盟有自由貿易協定（FTA）的六国共同参加，共计16个国家所构成的高级自由貿易协定。有媒体认为中国政府主导了该协定的谈判进程，RCEP协议基于开放的进入模式，使得此协议也向其他外部经济体开放，比如中亚国家、南亚及大洋洲其他国家。
中国政府积极寻求建设泛亚铁路用以沟通中国与东南亚各国。2015年9月上旬，中泰签署中泰铁路合作的政府间框架协议，泰国交通部长阿空表示，中泰高铁的具体施工日期已经敲定为2017年12月21日，预计于2021年至2022年建设完成。将建设从昆明到曼谷长约840公里的高速铁路。2015年10月16日，由中国铁路总公司牵头的中国企业联合体与印尼维卡公司牵头的印尼国企联合体签署协议，双方组建合资公司负责建设和运营雅万高铁项目。2015年11月13日，中国和老挝舉行鐵路項目簽約儀式，將建設雲南省會昆明至老挝首都萬象的高鐵，全長418公里，項目總投資400億元人民幣，預計2020年前建成通车，之后确定在老挝段的磨万铁路计划于2021年12月通车。
而在马来西亚方面首相马哈迪·莫哈末以抨擊前首相諸多工程而上台傾向做出調整以展現自身差異，中国参与建设马来西亚东海岸铁路与西海岸新隆高铁以推动区域交通线建设。2017年8月9日，由中国进出口银行提供贷款、中国交建承建的马来西亚东海岸铁路项目在关丹开工。该铁路全线规划总长688公里，工程合同工期7年，维护期2年，客运设计时速为160公里。时任马来西亚交通部长廖中莱曾表示，“东海岸铁路投入使用后将紧密连接马来半岛东西海岸，造福沿线440万民众”。但2018年馬哈迪當選马来西亚首相後，宣布将对该铁路项目进行重新谈判。另一方面，馬哈迪还于当年5月宣布将取消新隆高铁项目。但其后他又改口称该铁路项目只是被“推迟”而非“取消”。2018年9月12日，馬來西亞財政部長林冠英證實首相馬哈迪決定，取消3個中資石油與天然氣輸送管道工程，總價約28億美元的項目已經同年7月被暫停。
2018年9月中方運作下以新加坡出面重談新隆高鐵項目後新約簽成重新啟動，新加坡副总理兼国家安全部长张志贤以及马国首相马哈迪和副首相旺阿兹莎，一起见证了这一签署仪式，原計畫以延期五年重談為延期兩年且馬來西亞願支付1500万新元賠償金。2019年4月馬來西亞东海岸铁路项目新計畫簽署重新開工，总长度将较原来的688公里削减40公里至648公里，计划中的一些站点被取消以削減預算215亿林吉特，广西民族大学东盟研究中心研究员葛红亮認為在東南亞很多國家的帶路項目推進都有類似現象，當地領導人會進行一種重談再重啟，以展現自身為民眾看緊荷包的樣貌達成国内的因素和本身的選舉意图，包括中泰铁路、缅甸的莱比塘铜矿、斯里兰卡的汉班托塔港等，中方只要預作準備滿足這些政治表演就能順利推進，因為這些領導人內心多半還是急需一帶一路項目的政績。
2019年11月印尼明古魯燃煤電站完工，由中國大陆電力建設集團興建，是明古魯省首個火電廠也是最大外資工程，年發電量大約14億度。

## 事件

### 中国被谴责分裂东盟
2016年4月25日，中国在雅加达会议上被资深外交官谴责在南中国海问题上以明显行动来分裂东盟。自中华人民共和国时任外交部长王毅宣布与文莱，柬埔寨，以及寮国在南中国海问题上达成四点共识，王景榮表示该声明等于中国干涉该地区的内政。
Having (the Chinese) Foreign Minister announce that two of non- claimant states, namely Cambodia and Laos, have decided that they are not going to do this and that, seems to me like interfering in the domestic affairs of Asean.

（中国）外交部长宣布柬埔寨和老挝这两个非声索国已决定不做这做那，在我看来像是在干涉东盟的内政——前东盟秘书长，Ong Keng Yong（王景榮），